# Колесса Філарет Михайлович
Філаре́т Миха́йлович Коле́сса (17 липня 1871, село Татарське, тепер село Піщани Стрийського району Львівської області — 3 березня 1947, місто Львів) — український етнограф, фольклорист, композитор, музикознавець і літературознавець. Дійсний член Наукового Товариства ім. Т. Шевченка (з 1909), ВУАН (з 1929). Депутат Верховної Ради УРСР 2-го скликання. Засновник українського етнографічного музикознавства.
Брат Олександра та Івана Колесс. Батько Миколи Колесси, Дарії Колесси-Залеської та Софії Колесси-Сондей, стрийко піаністки Любки Колесси.

## Життєпис
Народився у місті Добромилі (за даними енциклопедій — у селі Татарське, тепер Піщани Стрийського району). З 1878 року навчався у навчальному закладі міста Стрия (тепер Стрийська школа № 7).
У 1891—1892 навчався у Віденському університеті, зокрема прослухав курс лекцій з гармонії в Антона Брукнера. У 1896 році закінчив Львівський університет.
Викладав у гімназіях Львова, Стрия, Самбора. В різні часи працював з І. Франком, М. Лисенком, Лесею Українкою. В 1918 році захистив дисертацію у Віденському університеті та отримав вчений ступінь доктора філології. Досліджував ритміку українських народних пісень, народні пісні Галичини, Волині, Лемківщини.
у 1922 — 1924 рр. викладав українську словесність в Українському таємному університеті у Львові. Під час радянської анексії Західної України був обраний у жовтні 1939 депутатом Народних Зборів Західної України, у 1947 — депутатом Верховної Ради СРСР. 3 1939 — професор Львівського університету, директор державного музею етнографії у Львові (з 1940), керівник львівського відділу Інституту мистецтвознавства, фольклору і етнографії Академії Наук УРСР (з 1940). Учасник міжнародних конгресів фольклористів, музикознавців і філологів (Прага, Варшава, Відень, Антверпен).
Помер 3 березня 1947 року у віці 75 років у Львові. Похований у родинному гробівці на 78 полі Личаківського цвинтаря.

### Родина
Великий вплив на музичні та фольклорні зацікавлення молодого Ф. Колесси мав його старший брат Іван Колесса, автор збірника «Галицько-руські народні пісні з мелодіями». За його настановами Ф. Колесса активно збирав народну творчість, опрацьовував народні пісні для хору, вокальних ансамблів.

## Наукова діяльність
Академік Філарет Михайлович Колесса — вчений зі світовим ім'ям, багатогранна і плідна діяльність стала видатним внеском до розвитку української фольклористики і літературознавства. 
Використовуючи культурно-історичний, компаративістичний та методи антропологічної школи, Філарет Колесса тверезо оцінював можливості кожної зі шкіл. Користуючись порівняльно-історичним методом, науковець не розділяв думок школи компаративізму, адепти котрої, захоплюючись різними впливами, намагалися надто заглибитись в історію. На думку Колесси, Михайло Драгоманов, Микола Сумцов, Іван Франко у своїх наукових розвідках часто перебільшували значення іноземних впливів . Тому найбільшим методологічним авторитетом для фольклориста був Михайло Грушевський, який, на його думку, обрав правильний предмет дослідження, а саме ступінь інтернаціональності мандрівних сюжетів та процес їхньої денаціоналізації, що дало змогу органічно засвоїти їх на українському ґрунті.
Методологію Ф. Колесси можна охарактеризувати як комплексний підхід до аналізу творів усної словесності. Дослідник переконаний, що всі методи повинні застосовуватися до певного фольклорного жанру для висвітлення різних його аспектів.

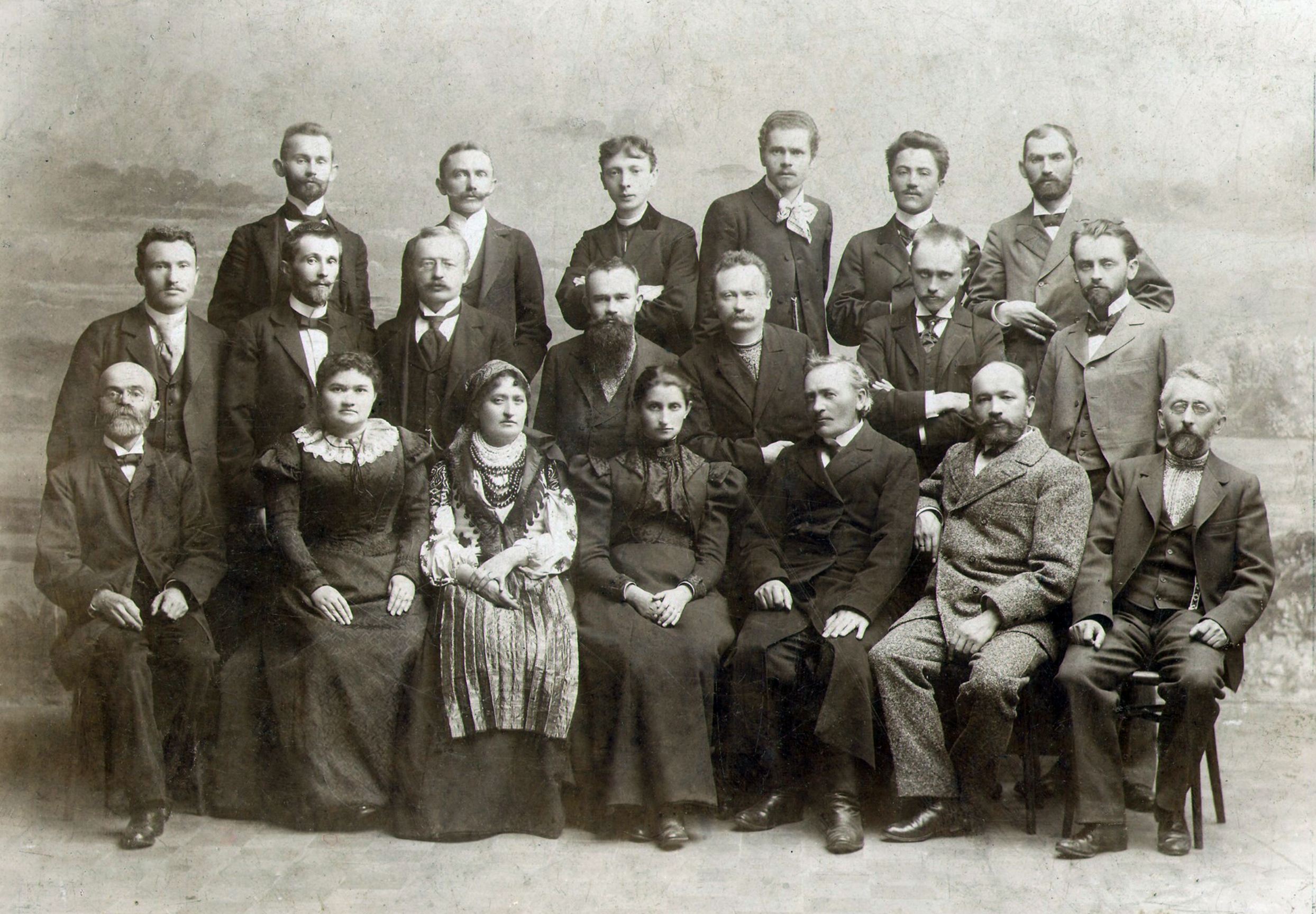
Учасники з'їзду українських письменників у Львові з нагоди 100-річчя виходу в світ «Енеїди» Котляревського, 1898 р: Сидять у першому ряду: Михайло Павлик, Євгенія Ярошинська, Наталія Кобринська, Ольга Кобилянська, Сильвестр Лепкий, Андрій Чайковський, Кость Паньківський. Стоять у другому ряду: Іван Копач, Володимир Гнатюк, Осип Маковей, Михайло Грушевський, Іван Франко, Олександр Колесса, Богдан Лепкий. Стоять у третьому ряду: Іван Петрушевич, Філарет Колесса, Йосип Кишакевич, Іван Труш, Денис Лукіянович, Микола Івасюк.

### «Огляд українсько-руської народної поезії»
«Огляд українсько-руської народної поезії» Ф. Колесси вперше був надрукований 1905 року у Львові заходом Товариства «Просвіта». Праця мала на меті зацікавити широкий загал народно-пісенною культурою, поглибити розуміння її вартості та значення для національного становлення.
«Огляд…» зокрема розпочинає низку цінних праць, у яких Ф. Колесса втілив власну оригінальну концепцію жанрової систематизації українського фольклору. Серед таких робіт — рукописний «Збірник українських народних пісень» (1914, у співпраці з Осипом Роздольським) для австрійського проекту "Das Volkslied in Österreich", розвідка «Характеристика української народної музики» (1932), енциклопедична стаття «Усна словесність» для Української загальної енциклопедії (1930—1935) і добре знана монографія хрестоматія «Українська усна словесність» (1938).
Водночас "Огляд українсько-руської народної поезії" — це важлива віха розвитку і розуміння популяризаторських і навчально-дидактичних концепцій Ф. Колесси. Ідеться про створення науково-популярної, навчальної-довідкової літератури з українського фольклору й фольклористики — заходи, в яких був тісно заанґажований учений і які однозначно потрібно трактувати в контексті актуальної для західноєвропейської гуманітарної науки зламу XIX—XX століть та тенденції до інституалізації народознавчих дисциплін.
Важливо, що в цьому процесі українська фольклористика рухалася в авангарді наукового поступу, незважаючи на свій «недержавний, неофіційний» статус: в останнє десятиліття XIX століття рівночасно з німцями, французами, австрійцями, англійцями та іншими європейськими народами українці організовують наукові осередки вивчення народно-традиційної культури, засновують народознавчі фахові видання, налагоджують системну науково-дослідницьку працю. Цілком органічно у цій низці заходів постає потреба широкої популяризації народної культури і особливо здобутків народознавчої думки шляхом її утвердження як викладової дисципліни у системі шкільної та університетської освіти.

### Експедиція на Наддніпрянську Україну

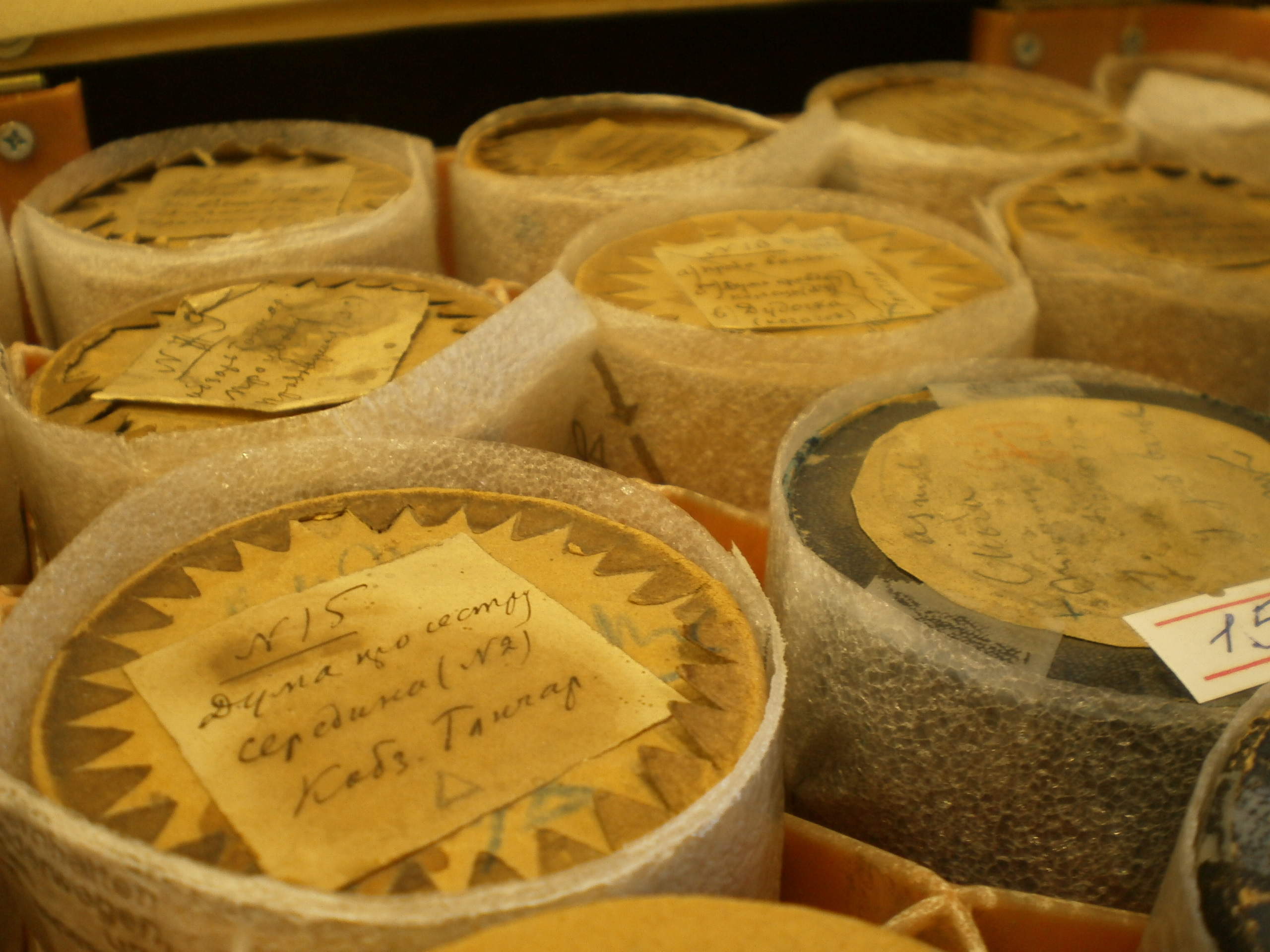
Фоновалики з колекції Колесси

Влітку 1908 року Філарет Колесса здійснив фольклористичну експедицію у Наддніпрянську Україну, записавши на Миргородщині репертуар шести народних виконавців. У роботі йому допомагав Опанас Сластьон, восени 1908 року долучилися також Леся Українка та Климент Квітка Засадничою ціллю експедиції, за задумом ініціаторів проекту, мала була публікація мелодій традиційного кобзарсько-лірницького репертуару, фонографування ж якнайкраще мало б у цьому допомогти.
Результат п'ятирічної праці Філарета Колесси — весь записаний та транскрибований матеріал, був виданий двома томами (XIII та XIV] «Мелодій українських народних дум» у 1910 та 1913 роках відповідно.

### «Українська народна пісня у найновішій фазі свого розвитку»
Проблемі фольклорних новотворів Ф. Колесса присвятив розвідку «Українська народна пісня у найновішій фазі свого розвитку» (1928). У праці вчений звернув увагу на відмінності у стані збереження фольклорного матеріалу на території України, які, на його думку, спричинені історичними умовами, а також різноманітними проблемами місцевого та державного характеру, впливів сусідніх народів і т. ін.
У цій праці Ф. Колесса використовує надбання культурно-історичної школи, аналізуючи автохтонні жанри української усної словесності, а також історико-порівняльний метод для вияснення ступеня націоналізації мандрівних фольклорних мотивів.

### «Балада про дочку-пташку в слов'янській народній поезії»
Праця Ф. Колесси «Балада про дочку-пташку в слов'янській народній поезії» — це глибоке опрацювання однієї пісенної теми в історико-порівняльному аспекті. Завданням цієї студії є різноманітна інтерпретація одних і тих самих сюжетів у фольклорній спадщині східно- і західнослов'янських народів.
Для аналізу баладного жанру вчений обрав історико-порівняльний метод, що дав змогу визначенню національної специфіки та запереченню цілковито мандрівного характеру баладних сюжетів. Використання цього методу дослідження відносно фольклорних систем різних народів дало можливість ученому стверджувати унікальність української усної словесності.

### «Українська усна словесність»
У 1938 році Ф. Колесса видає унікальну книжку «Українська усна словесність», яка містила 643 сторінки у «кишеньковому» форматі. Про призначення цього видання не було сказано нічого, але можемо зі впевненістю сказати, що це був перший підручник з фольклору як для навчальних закладів, так і для самонавчання. За жанром —це хрестоматія усно-поетичних текстів і систематичний нарис курсу фольклору як дисципліни.
Визначивши головні ознаки української усної словесності, Ф. Колесса переходить до проблеми періодизації фольклору, яку підпорядковує історичному принципові (розвиток жанрів усної словесності співвідноситься з історією України).
Еволюцію фольклорної творчості вчений поділив на три доби: 
1. старинна доба (розквіт лицарсько-дружинної поезії, обрядові пісні з християнськими сюжетними нашаруваннями);
2. середня доба — золотий вік української народної поезії (козацькі історичні пісні й думи, розвиток любовної лірики);
3. новітня доба (у давніх формах втілюється новий зміст, стрімкий розвиток короткої пісенної форми).

Необхідність дослідження фольклору Ф. Колесса доводить тим, що:
- усна словесність старша від літератури;
- фольклор — це цінний матеріал для пізнання світогляду наших предків;
- усна словесність — джерело для писаної літератури;
- усі методи студіювання фольклору важливі для вияснення генези поетичних жанрів, оскільки вони висвітлюють культурні взаємовпливи та ступінь їх націоналізації.

Важливою перевагою цієї праці стало комплексне вивчення фольклору: як текстів, так і поданих до них мелодій, що дало змогу дослідити фольклорний зразок з точки зору текстології та етномузикознавства. Сам учений не раз відзначав необхідність аналізу фольклорного тексту разом з його мелодією, оскільки вона відіграє важливу роль у трактуванні генези уснопоетичних творів та розрізненні фольклорних жанрів. Досліджуючи жанрово структурні типи української пісенності, науковець приділяє особливу увагу розміру і подає його формулу. Поетиці віршованої структури пісень, їх ритміці та специфічній образності Ф. Колесса присвятив навіть окремий розділ «Пісні і проза: два основні типи віршової форми: стиль народних пісень». Ніхто з його попередників не зміг так докладно описати поетикальні засоби українського фольклору.
Відтак дослідник звертає увагу на форми строф, застосування «троякої рими», показує залишки алітерацій у колядках як засобу ритмізації, розуміючи під алітерацією «рівнозвучність» початкових складів (епанафора) та повторення другої половини вірша на початку наступного (конкатенація). Йдеться про риторичну риму, паралелізм, символіку, постійні епітети, «тавтологічні відтінювання», поетичні звороти, формули запитань, архаїзми, пестливі (здрібнілі) форми слів та типізацію.
Ф. Колесса вважав, що фольклористика тісно пов'язана з історією літератури, а також з психологією, історією релігії та соціологією. Вважаючи фольклор основою для пізнання всього культурного розвитку нації та необхідним матеріалом для розуміння історико-літературного процесу, науковець зазначав, що необхідність його дослідження в є вкрай важливим. Так, подаючи лаконічні, але точні трактування понять фольклору, усної словесності та відповідного предмету аналізу, український дослідник ніколи їх не змішує. Для Ф. Колесси фольклор — це завжди наука, а усна словесність — це предмет її студіювання.

## Композиторська діяльність

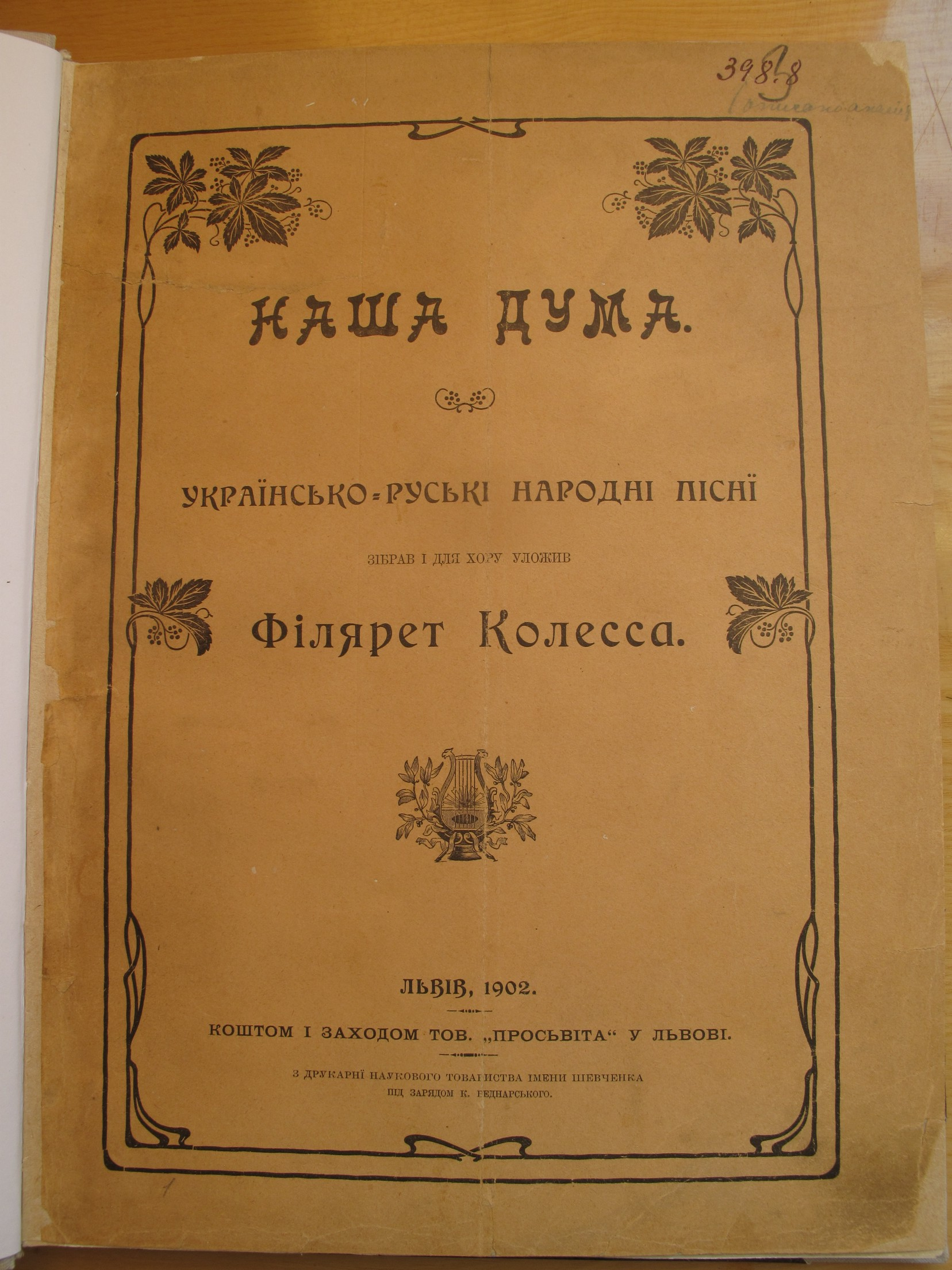
Збірник «Наша дума»

Композиторська діяльність Ф. Колесси зосереджена переважно в хоровому жанрі. Оригінальні хори на слова Т. Шевченка, Ю. Федьковича, О. Маковея, О. Олеся та інших поетів, численні обробки українських народних пісень були невід'ємною частиною репертуару західноукраїнських хорових колективів і здобули широке визнання.
Неабиякі музичні здібності майбутній композитор виявив ще під час навчання у Стрийській гімназії, де і звернув на себе увагу композитора О. Нижанківського. Під впливом цього досвідченого митця Ф. Колесса став серйозно вивчати історію, теорію музики, гармонію, мріючи присвятити себе композиторській діяльності.
Після закінчення гімназії, під час перебування у Віденській духовній семінарії, Ф. Колесса поглиблював свою музичну освіту. Протягом однорічного перебування у Австрії, він прослухав цикл лекцій з гармонії у видатного австрійського композитора Антона Брукнера при Віденському університеті, відвідував оперні вистави, концерти.
Значну увагу композиторській діяльності Ф. Колесса приділяв під час навчання на філософському факультеті Львівського університету (1892—1896). У ці роки він опублікував чимало обробок народних пісень, серед яких хорові «в'язанки» — «На щедрий вечір», «Вулиця», «Козаки в піснях народних», готував до видання збірки «Обжинки» і «Гагілки». Результатом наполегливої композиторської праці цього періоду став великий збірник обробок для чоловічого і мішаного хорів «Наша дума» (1902).
Паралельно Ф. Колесса створював і оригінальні твори, такі як «Ой умер старий батько», «Якби мені черевики» на слова Т. Шевченка, що часто виконувались на концертах та перевидавались у різних музичних збірниках.
Заглибленість у наукову працю не давала змоги Колессі систематично займатись композицією, але вивчаючи фольклор певних етнографічних територій, зокрема Закарпаття, Полісся і Волині, композитор одночасно створював свої найкращі хорові обробки. Так з'явились збірки — "Руські народні пісні з Підкарпатської Русі», ч. І (1923), «Руські народні пісні з Південного Підкарпаття», ч. II (1923) та «Волинські народні пісні» (1937).

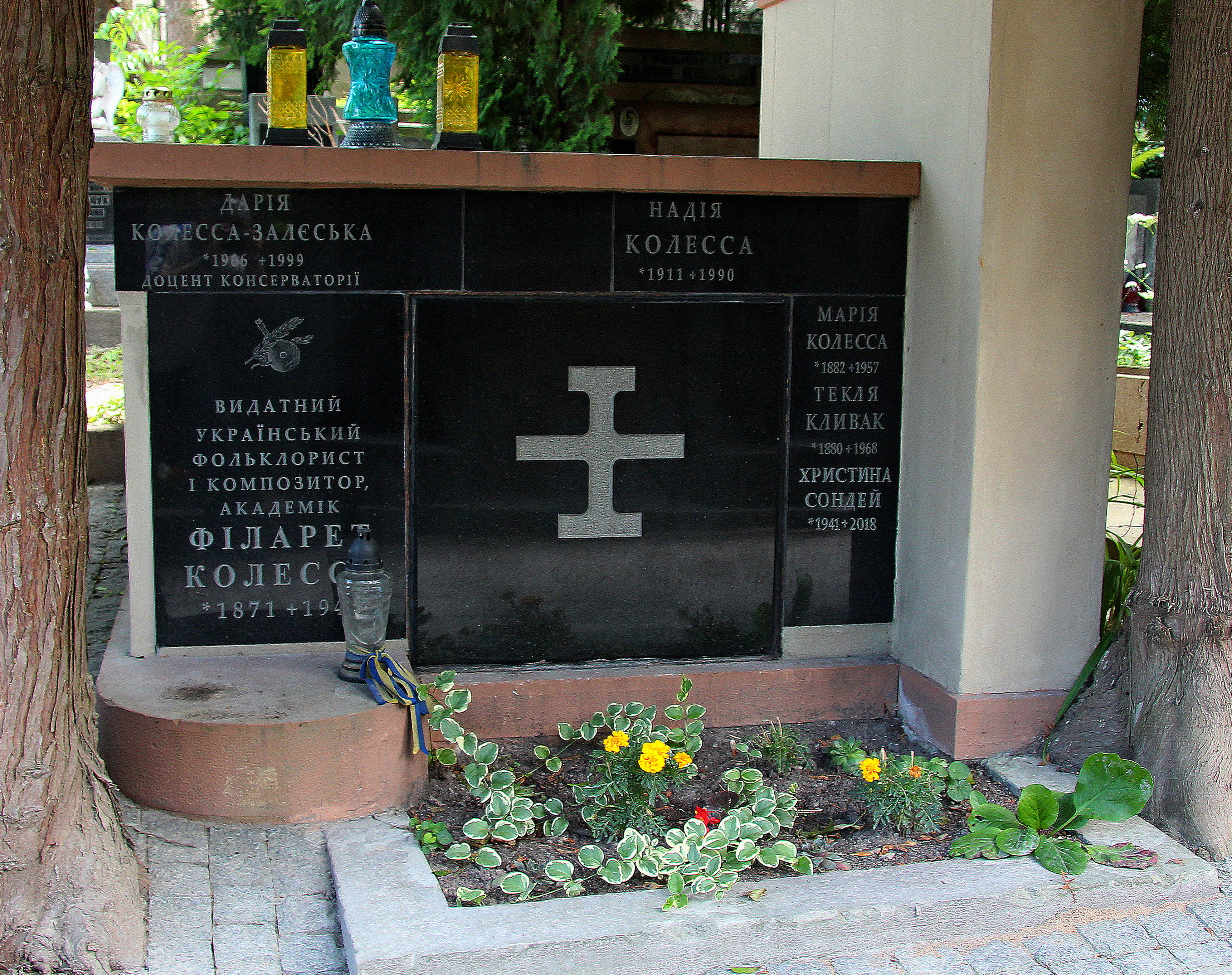
Гробівець родини Філарета Колесси на 78 полі Личаківського цвинтаря у Львові

Ф. Колесса, як досвідчений етномузокознавець, відбирав для обробок високохудожні зразки і опрацьовував їх зі смаком. Особливе зацікавлення вченого окраїнними областями української етнографічної території (Гуцульщина, Лемківщина, Волинь, Полісся, Закарпаття тощо) відбилося і на його композиторській діяльності. Скрізь збережена діалектна лексика творів, а до окремих малозрозумілих слів подані пояснення.
Твори Ф. М. Колесси й досі виконуються сучасними професійними та самодіяльними колективами і, безперечно, є цінною частиною української хорової спадщини.

## Основні праці
- «Огляд українсько-руської народної поезії» (1905),
- «Ритміка українських народних пісень» (ЗНТШ, т. 69, С. 7—30; 1906 р., т. 71, С. 44—95; 1906 р., т. 72, С. 80—111; 1906 р., т. 73, С. 65—118; 1906 р., т. 74, С. 33—68; 1907 р., т. 76, С. 64—116),
- «Мелодії українських народних дум» (1910-13),
- «Наверстування і характерні ознаки українських народних мелодій» (1913-14),
- «Українські народні думи» (1920),
- «Українські народні думи у відношенні до пісень, віршів і походження голосінь» (1920-21),
- «Про генезу українських народних дум» 1921,
- «Погляд на історію української мови» 1921,
- «Про вагу наукових дослідів над усною словесністю» (1922),
- «Народні пісні з південного Підкарпаття» (1923),
- «Речитативні форми в українській народній поезії» (1925),
- «Українські народні пісні на переломі 17-18 ст.» (1928),
- «Українська народна пісня у найновішій фазі свого розвитку» (1928),
- «Народні пісні з галицької Лемківщині» (1929),
- «Балада про дочку-пташку в слов'янській народній поезії» (1936-37),
- «Волинські народні пісні» (1937),
- «Українська усна словесність» [Архівовано 12 грудня 2017 у Wayback Machine.] (1938),
- «Народні пісенні мелодії українського Закарпаття» (1946).
- Колесса Ф. Мелодії гаївок, схоплені на фонограф Йосифом Роздольським. Т. 2 / списав і зредагував Ф. Колесса. — Б. м. : б. в., 19–?. — 2, 100 с. [Архівовано 5 березня 2021 у Wayback Machine.]
- Колесса, Філарет. Українська усна словесність / Філярет Колесса. — Львів: Накладом фонду «Учітеся, брати мої», 1938. — 645 с. — (Науково-популярна бібліотека Товариства «Просвіта» — Учітеся, брати мої! ; ч. 1–4 (22)). [Архівовано 4 жовтня 2019 у Wayback Machine.]
- Колесса Ф. Формули закінчення в українських народних думах у зв'язку з питанням про наверствування дум / написав Філарет Колесса. — Б. м. : б. в., 1939?. — С. 30–67, 2 : табл. [Архівовано 5 березня 2021 у Wayback Machine.]
- Колесса Ф. Українські народні думи: перше повне вид. з розвідкою, поясненнями, нотами і знімками кобзарів / д-р Філярет Колесса. — Львів: Накладом Т-ва «Просвіти», 1920. — 160, VIII, 4 с. : табл., ноти, 8 арк. іл. — (Загальна бібліотека «Просвіти»). [Архівовано 5 березня 2021 у Wayback Machine.]
- Матеріали до української етнології. Т. 14 : Мелодії українських народних дум. Серія 2 / Етногр. коміс. наук. т-ва ім. Шевченка ; списав по фонографу і зредагував Ф. Колесса. — Львів: З друк. Наук. т-ва ім. Шевченка. — 1913. — 2, XXXVI, 2, 195, 2, 43 с. [Архівовано 28 січня 2021 у Wayback Machine.]

## Музичні твори

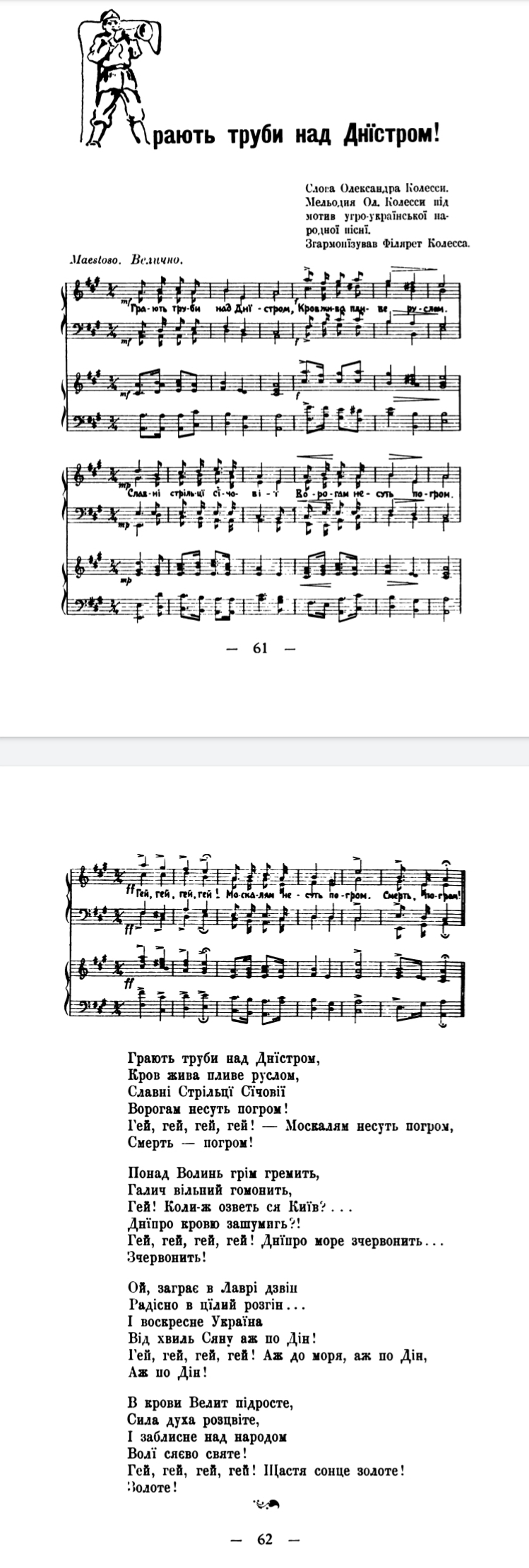
Слова і ноти пісні «Грають труби над Дністром!» Олександра Колесси з віденського видання 1916 року. Згармонізував Філарет Колесса.

- хори «Ой умер старий батько», «Утоптала стежечку», «Якби мені черевики», «Було колись на Вкраїні» (усі на сл. Т. Шевченка) та ін.;
- обр. українських народних пісень — в'язанки: «Вулиця» (1895), «Обжинки» (1898), «Гагілки» (1900); збірник «Наша дума» (1902) та ін.;
- «Воєнні квартети» для вок. квартету, чол. і жін. хорів (1915),
- «Марш українських стрільців» (сл. О. Маковея, 1915). «Я русин був» (сл. О. Духновича, 1928) та ін.;
- обр. українських народних пісень для дітей

Залишив у рукописі «Історію української етнографії».

## Вшанування пам'яті

Меморіальна таблиця на будинку Наукового товариства ім. Шевченка по вул. Винниченка, 24 у Львові

На фасаді будинку НТШ на вул. Винниченка, 24 у Львові встановлено меморіальну таблицю Філарету Колессі.
20 червня 1971 року у Народному домі села Ходовичі заснована музей-кімната Філарета Колесси, у впорядкуванні якої брала участь Ганна Білінська. У музеї є скрипка, фонограф, костюм, родинні світлини, а також листи, оригінальні рукописи, збірки “Вулиця”, “Гагілки”, “Наша дума”, “На Щедрий вечір” та інші.
У місті Львів є вулиця Академіка Колесси.
У містах Калуш, Стрий, Стебник є вулиця Колесси.